# Verres corticicola
Verres corticicola là một loài bọ cánh cứng trong họ Passalidae.

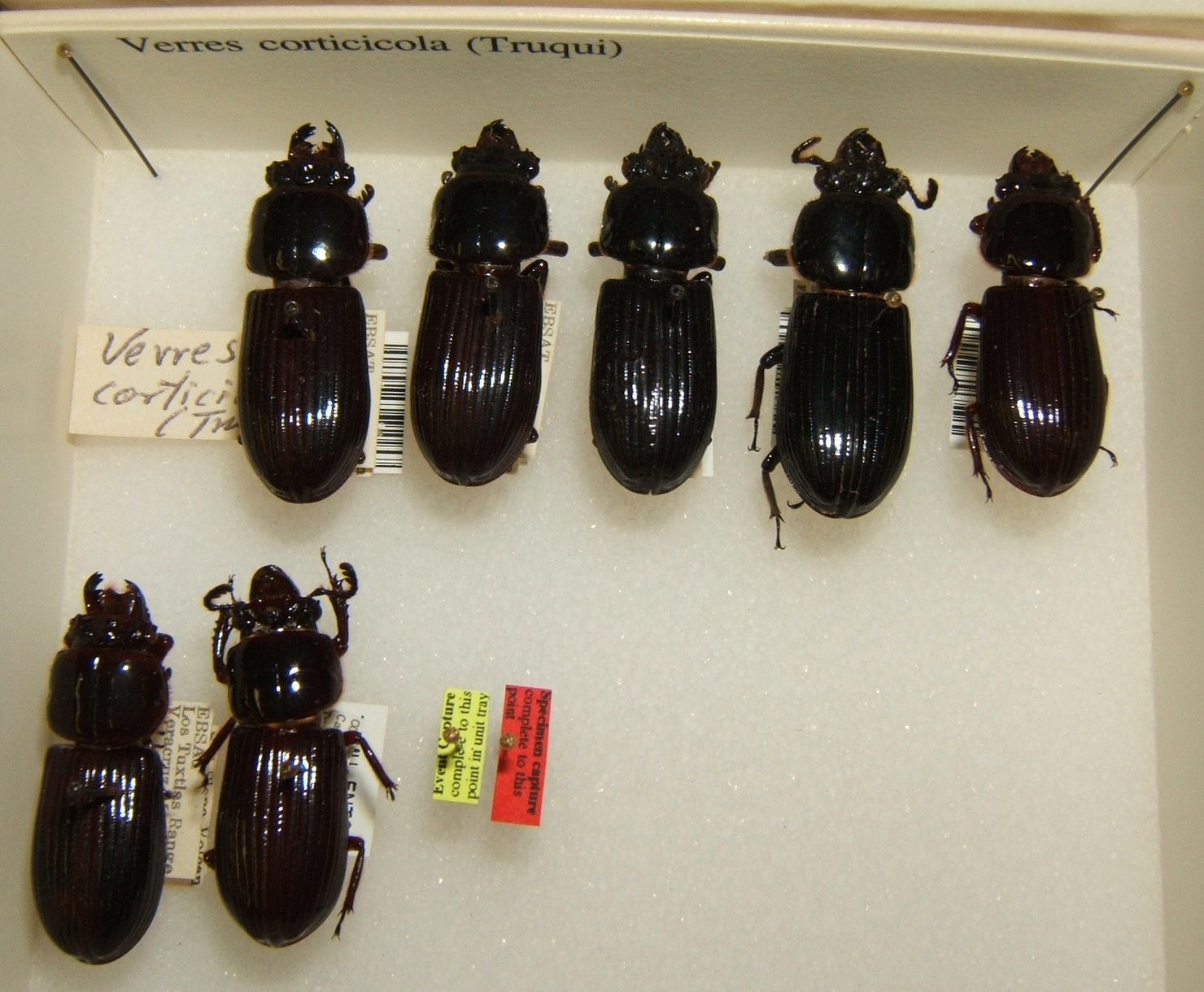
Specimen collection